# Selm
Selm és un municipi del districte d'Unna, a l'estat de Rin del Nord-Westfàlia, a Alemanya.

## Ciutats agermanades
- Workington ( Regne Unit)
- Walincourt-Selvigny ( França)